# Conflandey
Conflandey – miejscowość i gmina we Francji, w regionie Burgundia-Franche-Comté, w departamencie Górna Saona.
Według danych na rok 1990 gminę zamieszkiwały 402 osoby, a gęstość zaludnienia wynosiła 76 osób/km² (wśród 1786 gmin Franche-Comté Conflandey plasuje się na 376. miejscu pod względem liczby ludności, natomiast pod względem powierzchni na miejscu 784.).